# Nürnberg Hauptbahnhof
Nürnberg Hauptbahnhof is een spoorwegstation, S-Bahnstation en metrostation in de Duitse stad Neurenberg. Het station behoort tot de Duitse stationscategorie 1.
Het stationsgebouw werd in 1844 geopend naar een ontwerp van de architect Eduard Rüber. In 1906 werd het stationsgebouw omgebouwd naar een ontwerp van Karl Zenger. Het station telt dagelijks ongeveer 180.000 reizigers.